# Route départementale 4 (Ardennes)
Pour les articles homonymes, voir Route départementale 4.
La route départementale 4, abrégée en D4, est une route départementale des Ardennes qui relie La Chapelle à Autry, en passant par Douzy, Remilly-Aillicourt et Beaumont-en-Argonne. 
La D4 naît dans la commune de La Chapelle, à la frontière avec la Belgique, au-delà de laquelle elle est prolongée en direction de Bouillon.

## Tracé
- frontière avec la Belgique
- La Chapelle, tronc commun avec la D977
- Villers-Cernay, commune de Bazeilles
- Francheval
- Douzy, tronc commun avec les D8043 et D964
- Remilly-Aillicourt
- Villers-devant-Mouzon
- Autrecourt-et-Pourron
- Pourron, commune d'Autrecourt-et-Pourron
- Yoncq
- Beaumont-en-Argonne
- Belval-Bois-des-Dames
- Nouart, tronc commun avec la D947
- Barricourt, commune de Tailly
- Rémonville, commune de Tailly, tronc commun avec la D12
- Landres-et-Saint-Georges
- Sommerance
- Fléville, tronc commun avec la D946
- Cornay
- Châtel-Chéhéry
- Autry